# Илиамна (озеро)
Илиа́мна (англ. Iliamna Lake) — озеро на юге Аляски (США), ледниково-тектонического происхождения. Старым его русским названием (по карте 1802 года) было «озеро Шелехово». Высота над уровнем моря — 15 м.
Илиамна расположена в северных отрогах Алеутского хребта. Это крупнейшее озеро Аляски. Площадь его — около 2622 км². Озеро 77 миль (124 км) длиной и до 22 миль (35 км) шириной, с максимальной глубиной 988 футов (301 м). Объём воды — 115,31 км³. Питание озера преимущественно снеговое. Сток по реке Квичак в Бристольский залив. Северный и западный берега низменные, южный и восточный — высокие. Озеро имеет неправильную форму и множество островов. Западная часть, составляющая 2/3 площади водоёма, относительно мелководна; для неё свойственна плохо развитая береговая линия.
Из-за своих больших размеров и инерции Илиамна частично замерзает только в конце января, вскрывается же в середине мая. В летний период средняя температура воды здесь поднимается выше 10 °C. Населённые пункты по берегу озера: Илиамна, Ньюхэлен, Айгугиг, Коханок, Педро-Бэй.
В Илиамне обитает крупнейшая в мире популяция нерки. Всего здесь водится 28 видов рыб, 5 из которых лососёвые.
Излюбленное место посещений туристами.